# Um Sopro de Vida
Um sopro de vida - Pulsações foi o último romance de Clarice Lispector. Escrito entre 1974 e 1977, foi publicado após a morte da autora em 1978. O modo como o romance foi construído remete a uma interrupção no processo de escrita do livro e denota que o mesmo só teria sido finalizado devido à morte de Clarice.
De acordo com Benjamin Moser (2009), Um sopro de vida - Pulsações começou a ser escrito por volta do ano de 1974. “Ela [Clarice] não viveria para vê-lo publicado. Quando morreu, restava uma montanha de fragmentos, mais tarde ‘estruturados’ por Olga Borelli.” O fato de ser póstuma dá a essa obra, por associação, a sensação de inacabamento. Como lembra Moser, o leitor pode se perguntar se o resultado final é exatamente o que a autora queria que fosse, pois o livro foi “não apenas publicado, mas também, em certa medida, escrito após a morte de Clarice”, tendo em vista o fato de que Olga Borelli, sua melhor amiga, organizou os pedaços e até retirou uma frase, como ela mesma admite, “para a família não ficar muito sofrida.” Nessa passagem, o autor pede a Deus que dê à personagem, Ângela Pralini, um câncer do qual ela não pudesse se livrar. Olga considerou que a família ficaria chocada com o coincidente fato de Clarice ter morrido de câncer.
Embora tenhamos de considerá-lo em seu aspecto inacabado, no que diz respeito à maneira como foi estruturado e publicado, Um sopro de vida é exatamente o que a personagem, o autor-narrador que cria Ângela Pralini, prevê: “Este ao que suponho será um livro feito aparentemente por destroços de livro.”

## O romance
O livro apresenta um personagem anônimo, conhecido como "Autor", que por sua vez cria uma outra personagem, Ângela Pralini. Assim, a narrativa se alterna entre dois diários, um escrito pelo Autor e outro por Ângela.
Após o enredamento reflexivo e hesitante das primeiras páginas, o narrador-personagem, posteriormente identificado como Autor, chega à conclusão de que terá de criar uma personagem. Adiantando que o único modo de salvar-se é “criar as próprias realidades.” O autor nos apresenta Ângela Pralini, a quem escolheu para que, através dela e de si, pudesse “entender essa falta de definição da vida.”.
Ao nos anunciar a criação de sua personagem, o autor declara que seu livro “será um livro feito aparentemente por destroços de livro" através do qual pretende retratar “rápidos vislumbres” de si mesmo e de Ângela. Através de vários fragmentos, nos são apresentados os monólogos, em que, às vezes, parecem dialogar o autor e a personagem.
O Autor, na tentativa de escrever uma história sobre Ângela, percebe que sua personagem acaba sobrepujando-o: “É preciso que me compreendam: eu tive que inventar um ser que fosse todo meu. Acontece porém que ela está ganhando força demais.”.
Emancipada de seu criador, Ângela se torna o seu oposto, o seu não-eu. Neste processo de distanciamento entre autor e personagem, vemos o embate do sujeito que só alcança a si próprio quando consegue alcançar seu Outro: “Meu não eu é magnífico e me ultrapassa. No entanto ela me é eu”, escreve o Autor.

## O esvaziamento da narrativa
Um sopro de vida - Pulsações é um livro fragmentário tanto no aspecto formal quanto no fluxo narrativo, o romance é um exemplar da poética clariceana onde se encontram as principais questões literárias presentes na obra da autora. A questão da limitação da linguagem, a narrativa errante que deságua no fluxo de consciência e a relação entre autor, narrador e personagem são algumas dessas questões. Nesse livro, temos a história de um escritor que tateia no escuro premido pela falta de domínio sobre a linguagem e, posteriormente, sobre sua própria personagem. A aparente imperfeição e incompletude da obra, que transmite a sensação de uma escrita automática, passa a ser compreendida quando é feito o resgate do construto ficcional empreendido por Clarice desde sua primeira publicação.
Considerando que a obra literária, na pós-modernidade, passa a ser concebida como algo em que as formas, o processo de criação e a construção da linguagem não se dão de maneira acabada, o texto literário baseia-se em uma espécie de revelação da construção da escrita. Entendemos que tal construção é resultado de uma busca por compreender uma verdade íntima, secreta e inatingível. Em Um sopro de vida, Clarice Lispector tenta alcançar essa verdade. O romance pode ser considerado um representante da busca da literatura pós-moderna, no sentido em que abrange pontos que denotam os caminhos através dos quais ela se dá: a inscrição de sujeitos (autor, narrador e personagem) que procuram sua verdade inatingível (procura que pode significar algo íntimo, e que, no entanto, revela a problemática da própria literatura que se volta para si, que se olha sem se reconhecer), a desconstrução da linguagem com o intento de dizer o indizível e a representação da figura do autor como produto, e não produtor, da escrita..

Nesse sentido, o romance em questão não apresenta uma narrativa estruturada por meio de um roteiro organizado que nos conta uma história propriamente dita. O que podemos perceber é uma "esvaziamento" da própria narrativa..